# 放送線
放送線（ほうそうせん）とは、放送を伝送するために設置された電気通信用の回線（専用線）のことである。主に、複数の放送局で放送番組を同時放送・中継放送するためのネットワークに用いられるものを指すが、有線放送・街頭放送を配信するための回線や、難視聴地域等におけるラジオ・テレビの共同受信のための回線も含む。

## 概要
放送線は、以下のような用途・伝送路で用いられる。
- 放送素材の局間伝送
- 演奏所から送信所・中継局への伝送
- 演奏所発出の生放送ないし収録番組の全国ネット（ラインネット）
- 野球場・サテライトスタジオ等から演奏所への中継放送
- スタッフ間の業務連絡[1]

このうち中継放送で使われる回線は、中継線と呼ばれることもある。ネット局が相互に素材の送受信を行えるように、上り・下りの2回線を所有していることが多い。
放送線が整備される前は放送波を直接受信して再送信を行ったほか、自営の中継用無線局、録音テープ（テープネット）等を使用して伝送していた。
主に日本電信電話公社（電電公社）によって整備され、電電公社民営化後は、事業を引き継いだNTTコミュニケーションズが所有・管理を行っている。

## 沿革
この節では特に電電公社およびその後進の事業体による放送線整備の沿革について述べる。

### 年譜
- 1954年 - テレビ放送中継サービス開始
- 1965年 - AM放送中継サービス開始
- 1979年 - FM放送中継サービス開始
- 1990年 - INSネット64サービス開始 - 音声コーデックをISDN回線に接続して使用
- 1991年 - AM・FM放送中継サービスをBNEシステムに順次移行
- 2010年 - FM放送中継サービス廃止
- 2015年 - AM放送中継サービス廃止

### アナログ
電電公社は、1965年に帯域保証のアナログ専用線AM放送を、1979年には帯域保証のアナログ専用線FM放送を、それぞれ開始した。CBC(Carrier Broadcast Circuit)・SPD(Stereo sound Program Digital transmitting equipment)システムによる音声伝送サービスであった。AM放送中継は周波数帯域50Hz～10kHz(+1.7dB-4.3dB)のモノーラル、FM放送中継は同40Hz～15kHz(+0.24dB-1.44dB)のステレオ音声(チャンネルセパレーション55dB以上)を伝送した。

### デジタル
1991年から、従来のアナログ回線の一部をデジタル回線に置き換えたBNE（放送線システム、Broadcasting Node Equipment）システムに順次移行。
インターネットの発達後は、従来主流であったNTT東日本・NTT西日本・電力系通信事業者のISDN回線のほかに、インターネットの帯域保証型IP回線・VPN回線 、専用の光回線、衛星回線などを使用・併用しているところもある。
日本放送協会（NHK）のラジオFMデジタル回線（AM2波・FM1波）は光回線化されており、一部の中継局では自営無線回線・デジタルINS回線・アナログ専用線（AM放送 3.4kHz）を併用している。

#### 主な仕様
- チャンネル数： L・R 各1チャンネル
- 周波数帯域： 50-10kHz（AM放送）、40-15kHz（FM放送）
- 符号化： PCM A-law 14/11bit(ITU-T J.41) 32kHz
- 伝送レート： 384kbit/s（1チャンネルあたり）
- 通信方式： 全二重通信
- 送出レベル： -10dBm以下（実効値）